# ルビー・スパークス
『ルビー・スパークス』（Ruby Sparks）は、2012年にアメリカ合衆国で製作された恋愛映画。
ゾーイ・カザンが脚本・製作総指揮を務め、ヒロインである「ルビー・スパークス」を演じた。また主人公である小説家を演じたポール・ダノも、製作総指揮を務めている。ちなみにカザンとダノは実生活でも長年のカップルである。

## ストーリー
小説家のカルヴィンは、19歳の時に世間から「天才」と称されてデビューしたのも束の間、今では極度のスランプに陥ってしまい、何も書くことができずにいた。そんなある日、彼は通っている精神科医の勧めで、夢に現れた女性をヒロインにした小説を書き始める。すると、突如その小説のヒロイン「ルビー・スパークス」が現実世界に現れる。これに最初は戸惑うばかりのカルヴィンだったが、自分が書いたとおりになっていく彼女と過ごすうちに、次第に惹かれていく。そしてルビーとの関係を壊したくないカルヴィンは小説の執筆をやめる。ところが、明るく陽気なルビーはカルヴィンの兄夫婦や母親、母親の再婚相手ともすぐに打ち解けるが、社交性の乏しいカルヴィンとの間に距離を感じるようになる。そんなルビーに捨てられると思ったカルヴィンは、小説を再び書き始め、ルビーを自分の都合のいいように書き換える。こうして2人の関係は次第に不自然なものとなる。ある夜、ベテラン作家ラングドンの出版パーティに連れて来られたルビーは孤独感を抱き、ラングドンに誘惑されるままにプールで下着姿になってしまう。そんなルビーをカルヴィンが咎めると、自分を理想の型にはめようとするカルヴィンに嫌気の差したルビーは家を出て行こうとする。この事態にカルヴィンは彼女が自分の想像の産物であることを告白する。ショックを受けるルビーに対し、カルヴィンは高ぶった感情のままにタイプライターに言葉を打ち込み、彼女を意のままに操る。自己嫌悪に陥ったカルヴィンは小説の最後のページに彼女を自由にすることを書き加え、彼女が逃げ込んだ部屋の前に置く。翌朝、ルビーの姿は跡形もなく消えていた。傷心のカルヴィンは、ルビーの正体を唯一知っていた兄ハリーの励ましで、ルビーとの出来事を小説にしたためることにする。その小説「The Girlfriend」は大ヒットし、カルヴィンは作家として再び高く評価される。そんなある日、カルヴィンはルビーと瓜二つの女性と出会う。彼女は「The Girlfriend」を読んでいるところだった。2人は互いに惹かれ合うものを感じる。

## キャスト
※括弧内は日本語吹替
- カルヴィン・ウェア＝フィールズ - ポール・ダノ（川田紳司）

作家。社交性に乏しい。
- ルビー・スパークス - ゾーイ・カザン（木下紗華）

カルヴィンの想像の産物である女性。画家。
- ガートルード - アネット・ベニング（高島雅羅）

カルヴィンの母。夫の死後に再婚。
- モート - アントニオ・バンデラス（斎藤志郎）

ガートルードの再婚相手。自由人。
- ラングドン・サープ - スティーヴ・クーガン（木下浩之）

ベテラン作家。プレイボーイ。
- ローゼンタール医師 - エリオット・グールド（勝部演之）

カルヴィンのかかりつけの精神科医。
- ハリー - クリス・メッシーナ

カルヴィンの兄。妻子持ち。
- ライラ - デボラ・アン・ウォール（たなか久美）

カルヴィンを捨てた元恋人。作家。
- マーベル - アリア・ショウカット（藏合紗恵子）

カルヴィンのファンの女性。
- スージー - トニ・トラックス

ハリーの妻。
- サイラス・モディ - アーシフ・マンドヴィ（丸山壮史）

カルヴィンのマネジメント担当。